# Kallstroemia grandiflora
Kallstroemia grandiflora là một loài thực vật có hoa trong họ Zygophyllaceae. Loài này được Torr. ex A. Gray miêu tả khoa học đầu tiên năm 1852.